# Santa Maria Magdalena (Riga)
L'Església de Santa Maria Magdalena (en letó: Svētās Marijas Magdalēnas Romas katoļu baznīca un klosteris) és una església catòlica romana a la ciutat de Riga, capital de Letònia, està situada al Carrer Klostera, 4 i el carrer Mazaja Pils, 2.

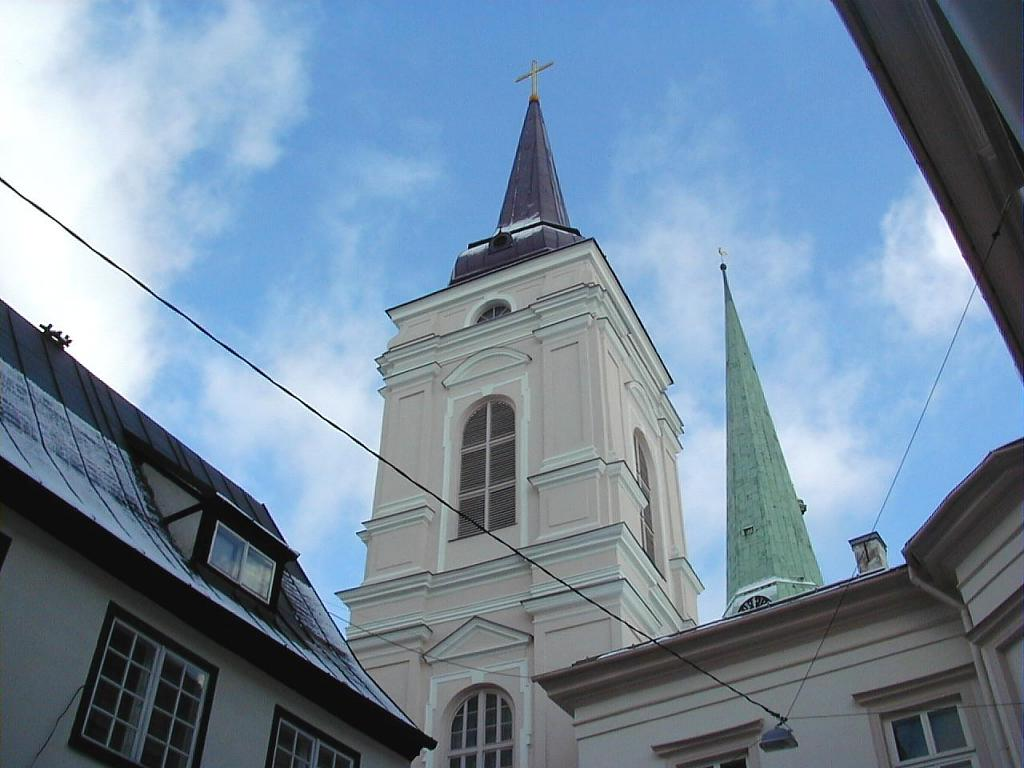
Vista de la torre de l'església

Té un estil barroc, i està localitzada al barri vell entre la Catedral Catòlica de Sant Jaume i el Castell de Riga, ara la residència oficial del president de Letònia.
La data exacta de la construcció de la primera església s'ignora, però el cert és que aquesta data del final del segle xiv. L'església va ser construïda per a l'abadia de monges cistercenques instal·lades a Riga.